# Rwanda aux Jeux olympiques d'été de 2020
Le Rwanda participe aux Jeux olympiques de 2020 à Tokyo au Japon. Il s'agit de sa 10e participation à des Jeux d'été.

## Athlètes engagés
| Sport      | Hommes | Femmes | Total |
| ---------- | ------ | ------ | ----- |
| Athlétisme | 1      | 1      | 2     |
| Cyclisme   | 1      | 0      | 1     |
| Natation   | 1      | 1      | 2     |
| Total      | 3      | 2      | 5     |

## Résultats

### Athlétisme
| Athlète          | Épreuve           | Séries         | Séries      | Demi-finales | Demi-finales | Finale   | Finale   |
| Athlète          | Épreuve           | Temps          | Rang        | Temps        | Rang         | Temps    | Rang     |
| ---------------- | ----------------- | -------------- | ----------- | ------------ | ------------ | -------- | -------- |
| Marthe Yankurije | 5 000 m féminin   | 15 min 55 s 94 | 17e         | Non disputé  | Non disputé  | Éliminée | Éliminée |
| John Hakizimana  | Marathon masculin | Non disputé    | Non disputé | Non disputé  | Non disputé  | Abandon  | Abandon  |

### Cyclisme sur route
| Athlète       | Compétition     | Temps   | Rang    |
| ------------- | --------------- | ------- | ------- |
| Moïse Mugisha | Course en ligne | Abandon | Abandon |

### Natation
| Athlète            | Épreuve                  | Séries  | Séries | Demi-finales | Demi-finales | Finale   | Finale   |
| Athlète            | Épreuve                  | Temps   | Rang   | Temps        | Rang         | Temps    | Rang     |
| ------------------ | ------------------------ | ------- | ------ | ------------ | ------------ | -------- | -------- |
| Eloi Imaniraguha   | 50 m nage libre masculin | 25 s 38 | 55e    | Éliminé      | Éliminé      | Éliminé  | Éliminé  |
| Alphonsine Agahozo | 50 m nage libre féminin  | 30 s 50 | 72e    | Éliminée     | Éliminée     | Éliminée | Éliminée |